# Provincia di Komandjoari
La provincia di Komandjoari (o Komondjari) è una delle 45 province del Burkina Faso, situata nella Regione dell'Est. Il capoluogo è Gayéri.

## Struttura della provincia
La provincia di Komandjoari comprende 3 dipartimenti, di cui 1 città e 2 comuni:

### Città
- Gayéri

### Comuni
- Bartiébougou
- Foutouri